# Méditerranée (Schiff)
Die Méditerranée ist ein 1989 in Dienst gestelltes Fährschiff der französischen Reederei Corsica Linea. Das bis 2002 als Danielle Casanova eingesetzte Schiff wurde bis 2016 von der Société nationale maritime Corse Méditerranée betrieben und nach deren Auflösung vom jetzigen Besitzer übernommen. 

## Geschichte
Die Danielle Casanova entstand unter der Baunummer 29 in der Werft von Chantiers de l’Atlantique in Saint-Nazaire und lief am 15. Dezember 1988 vom Stapel. Nach der Ablieferung an die Société nationale maritime Corse Méditerranée am 9. Mai 1989 nahm das Schiff am 14. Mai den Fährdienst von Marseille und Toulon nach Korsika und Tunis auf.
Im September 1990 wurde die Danielle Casanova vom französischen Verteidigungsministerium als Truppentransporter für den Einsatz nach Saudi-Arabien gechartert. Im Mai 2002 erhielt das Schiff den neuen Namen Méditerranée und war ab Juni 2002 auf seiner heutigen Strecke von Marseille nach Tunis im Einsatz.
Nachdem die Société nationale maritime Corse Méditerranée 2014 Insolvenz anmeldete und 2016 den Betrieb einstellte, ging die Méditerranée zusammen mit der restlichen Flotte der Reederei in den Besitz der Corsica Linea über, die das Schiff seitdem betreibt.
Im Jahr 2022 diente das Schiff in Marseille als Flüchtlingsunterkunft für Kriegsflüchtlinge aus der Ukraine.
Aktuell wird es von Corsica Linea auf der Strecke zwischen Marseille und Algier eingesetzt.

## Ausstattung
Auf Deck 8 befindet sich das Restaurant La Madrague, in dem es sowohl Essen am Mittag als auch am Abend gibt. Die Bar Le Sirocco, die sich ebenfalls auf Deck 8 befindet, bietet den maximal 2.781 Passagieren die Möglichkeit auf Erfrischungsgetränke. Die größte Bar des Schiffes ist tagsüber bis in die späten Abendstunden geöffnet. Auf Deck 8 gibt es zu dem Restaurant und der Bar auch noch einen Imbiss.
Auf den Außendecks der Méditerranée befinden sich zahlreiche Bänke, auf denen man sich entspannen und die Seeluft genießen kann.
Das unter französischer Flagge fahrende Fährschiff beinhaltet 486 Kabinen und eine Sessellounge mit 320 Plätzen auf Deck 6. Damit ist es das Fährschiff mit der größten Passagierkapazität der französischen Reederei Corsica Linea. Wie auf allen Schiffen von Corsica Linea sind alle Kabinen mit Bettwäsche, Fernseher und einem Bad ausgestattet. Die Reederei stellt Handtücher, Seife, Shampoo und Klopapier zur Verfügung.